# Siphona medialis
Siphona medialis là một loài ruồi trong họ Tachinidae.